# Gustavo Eberto
Gustavo Eberto (Paso de los Libres, 30 augustus 1983 — 3 september 2007) was een Argentijns voetballer. In zijn laatste seizoen speelde hij voor Boca Juniors als (reserve) doelman. Hij overleed op 24-jarige leeftijd aan teelbalkanker.
Eberto werd in 2003 Zuid-Amerikaans kampioen met de Argentijnse selectie onder 20 jaar.